# Ficus ventricosa
Ficus ventricosa is een slakkensoort uit de familie van de Ficidae. De wetenschappelijke naam van de soort is voor het eerst geldig gepubliceerd in 1825 door G. B. Sowerby I.